# Serez (Eure)
Serez település Franciaországban, Eure megyében. Lakosainak száma 171 fő (2022. január 1.).

## Népesség
A település népessége az elmúlt években az alábbi módon változott:
| Lakosok száma | 82   | 66   | 115  | 142  | 139  | 140  | 154  | 170  | 172  | 171  |
|               | 1968 | 1982 | 1990 | 2006 | 2013 | 2015 | 2017 | 2019 | 2020 | 2022 |